# Batasio fasciolatus
Batasio fasciolatus är en fiskart som beskrevs av Ng 2006. Batasio fasciolatus ingår i släktet Batasio och familjen Bagridae. IUCN kategoriserar arten globalt som livskraftig. Inga underarter finns listade.